# Vila Alta
Vila Alta este un oraș în Paraná (PR), Brazilia.